# 1987 Голяма награда на Австрия
1987 Голяма награда на Австрия е 19-ото състезание за Голямата награда на Австрия и десети кръг от сезон 1987 във Формула 1, проведено на 16 август 1987 година на пистата Йостерайхринг близо до Шпийлберг, Австрия.

## Репортаж
Победата на Нелсън Пикет в Унгария му дава преднина от седем точки пред Аертон Сена за титлата при пилотите. Найджъл Менсъл и Ален Прост са съответно трети и четвърти с 30 точки, следвани от Стефан Йохансон и Герхард Бергер. Уилямс са с 29 точки пред преследвачите си от Макларън и Лотус. Менсъл трябва да кара с изваден зъб, което влошава на представянето. Все пак той завършва зад съотборника си Нелсън Пикет, който е на пол-позиция. След тях са Бергер и Тиери Бутсен, Тео Фаби, Микеле Алборето, Сена, Рикардо Патрезе, Прост и Андреа де Чезарис.
Самото състезание е спряно два пъти, поради инциденти причинени в средата на колоната. В първия старт двата Уилямс-а стартира успешно, но Бергер загуби позиция от Тео Фаби. Междувременно Мартин Брандъл загуби контрол върху своя Закспийд и се удари в стената. Двата болида Лижие – на Рене Арну и Пиеркарло Гинзани, също са въвлечени както и Тирел-ите на Джонатан Палмър и Филип Стрейф, което принуди състезателния директор да спре състезанието. При втория старт Менсъл стартираше бавно което принуди колоната около него да се събере. Вторият старт е още по-лош от предишния, след като пилотите които са въвлечени: Йохансон, Еди Чийвър, Паскал Фабре, Филип Алио, Иван Капели, Стрейф, Гинзани и Алекс Кафи бяха в мелето. Самата старт-финална също така играела решаващ фактор върху този инцидент. В третия старт Стрейф и Кафи не взеха участие, а Прост и Алборето стартираха от пит-лейна.
Пикет отново се изстреля напред, следвани от Бергер, Бутсен, Менсъл, Фаби, двата Брабам-а на Патрезе и де Чезарис, Дерек Уорик, Йохансон и Сатору Накаджима. Сена имаше проблем с газта на неговия Лотус и остана 18-и в края на първата обиколка. Класирането е Пикет, Бутсен, Бергер, Менсъл, Фаби, Патрезе, Уорик, де Чезарис, Йохансон и Накаджима. Пикет и Бутсен водеха ожесточена битка в първите обиколки на състезанието, докато Менсъл изпревари Ферари-то на Бергер за трето място. Стефан Йохансон трябваше да спре в бокса след като предна дясна гума се откачи от болида, и това шведа в края на класирането. Скоро Пикет се отдалечи от Бенетон-а на Бутсен, а Бергер напусна състезанието с проблем в турбото. Накаджима спука задна лява гума и той трябваше да спре при своите механици, докато съотборника му Сена е вече осми, следван от Алборето и Прост. Разликата между първите трима е секунда и четири десети като Менсъл се залепи зад Бенетон-а на Бутсен. Класирането след 14 обиколки е Пикет, Бутсен, Менсъл, Фаби, Патрезе, Сена, Алборето, Уорик, де Чезарис и Прост. Белгиецът спря в 15-а обиколка за смяна на гуми и се върна зад Ероуз-а на Еди Чийвър. Това прати Менсъл зад съотборника си и скоро започваше да притиска Пикет. Алборето мина пред сънародника си Патрезе за четвърто място. Бутсен се озова пред двата Уилямс-а, които са напът да го затворят с обиколка, а причината белгиеца да бъде в бокса толкова много време е проблем със скоростната кутия. След като двойката пилоти на Уилямс се озоваха в трафика от изостанали пилоти, в това число Фабре и Накаджима, Менсъл изпревари Пикет за водачеството. В края на 21-вата обиколка бразилецът спря при механиците от Уилямс и се върна, без да загуби позицията си, тъй като преднината между Пикет и Алборето е достатъчно голяма. В същото време Тео Фаби също е в бокса, но проблем със задна дясна гума му коства третото място. Прост спря в 24-тата и се върна зад Бенетон-а на Фаби. Лидерът в състезанието спря в бокса и се върне пред Пикет. Това стори и Алборето като се върна на трасето пред Прост. Две обиколки по-късно и Сена спря при своите механици за своя пит-стоп. Класирането след 28 обиколки е Менсъл, Пикет, Фаби, Алборето, Сена, Прост, Бутсен, Патрезе, Уорик и де Чезарис. Вторият пилот на Макларън (Йохансон) спря за втори път в бокса. Прост и Алборето се озоваха пред Фаби, който е бавен от двамата. По-късно Алборето трябваше да напусне състезанието с повреда по турбото на неговото Ферари, а Прост загуби третата позиция от Фаби. Сена спря за втори път в бокса със смяна на предното крило. Найджъл Менсъл е безпогрешен през цялото състезание и запази лидерството си до края на състезанието пред втория Нелсън Пикет. Тео Фаби записа втори подиум за него (което е и последно за италианеца) и за Бенетон. Бутсен, Сена и Прост финишираха в зоната на точките, съответно четвърти, пети и шести.

## Класиране
| Поз    | No | Пилот             | Конструктор            | Обиколки | Време/Отпадане  | Място | Точки |
| ------ | -- | ----------------- | ---------------------- | -------- | --------------- | ----- | ----- |
| 1      | 5  | Найджъл Менсъл    | Уилямс-Хонда           | 52       | 1:18:44.898     | 2     | 9     |
| 2      | 6  | Нелсън Пикет      | Уилямс-Хонда           | 52       | + 55.704        | 1     | 6     |
| 3      | 19 | Тео Фаби          | Бенетон-Форд           | 51       | +1 Об.          | 5     | 4     |
| 4      | 20 | Тиери Бутсен      | Бенетон-Форд           | 51       | +1 Об.          | 4     | 3     |
| 5      | 12 | Айртон Сена       | Лотус-Хонда            | 50       | +2 Об.          | 7     | 2     |
| 6      | 1  | Ален Прост        | Макларън-ТАГ-Порше     | 50       | +2 Об.          | 9     | 1     |
| 7      | 2  | Стефан Йохансон   | Макларън-ТАГ-Порше     | 50       | +2 Об.          | 14    |       |
| 8      | 26 | Пиеркарло Гинзани | Лижие-Мегатрон         | 50       | +2 Об.          | 18    |       |
| 9      | 10 | Кристиан Данер    | Закспийд               | 49       | +3 Об.          | 20    |       |
| 10     | 25 | Рене Арну         | Лижие-Мегатрон         | 49       | +3 Об.          | 16    |       |
| 11 (1) | 16 | Иван Капели       | Марч-Форд              | 49       | +3 Об.          | 23    |       |
| 12 (2) | 30 | Филип Алио        | Ларус-Форд             | 49       | +3 Об.          | 22    |       |
| 13     | 11 | Сатору Накаджима  | Лотус-Хонда            | 49       | +3 Об.          | 13    |       |
| 14 (3) | 3  | Джонатан Палмър   | Тирел-Форд             | 47       | +5 Об.          | 24    |       |
| ДКФ    | 9  | Мартин Брандъл    | Закспийд               | 48       | Дисквалифициран | 17    |       |
| НКл    | 14 | Паскал Фабре      | АГС-Форд               | 45       | Не е класиран   | 26    |       |
| Отп    | 7  | Рикардо Патрезе   | Брабам-БМВ             | 43       | Двигател        | 8     |       |
| Отп    | 27 | Микеле Алборето   | Ферари                 | 42       | Турбо           | 6     |       |
| Отп    | 8  | Андреа де Чезарис | Брабам-БМВ             | 35       | Двигател        | 10    |       |
| Отп    | 17 | Дерек Уорик       | Ероуз-Мегатрон         | 35       | Двигател        | 11    |       |
| Отп    | 18 | Еди Чийвър        | Ероуз-Мегатрон         | 31       | Гума            | 12    |       |
| Отп    | 28 | Герхард Бергер    | Ферари                 | 5        | Турбо           | 3     |       |
| Отп    | 23 | Адриан Кампос     | Минарди-Мотори Модерни | 3        | Електроника     | 19    |       |
| Отп    | 24 | Алесандро Нанини  | Минарди-Мотори Модерни | 1        | Двигател        | 15    |       |
| Отп    | 21 | Алекс Кафи        | Осела-Алфа Ромео       | 0        | Електроника     | 21    |       |
| Отп    | 4  | Филип Стрейф      | Тирел-Форд             | 0        | Катастрофа      | 25    |       |

## Класиране след състезанието
| Поз | Пилот           | Точки |
| --- | --------------- | ----- |
| 1   | Нелсън Пикет    | 54    |
| 2   | Айртон Сена     | 43    |
| 3   | Найджъл Менсъл  | 39    |
| 4   | Ален Прост      | 31    |
| 5   | Стефан Йохансон | 19    |
| 6   | Герхард Бергер  | 9     |
| 7   | Микеле Алборето | 8     |
| 8   | Тиери Бутсен    | 19    |

| Поз | Конструктор        | Точки |
| --- | ------------------ | ----- |
| 1   | Уилямс-Форд        | 93    |
| 2   | Макларън-ТАГ-Порше | 50    |
| 3   | Лотус-Хонда        | 49    |
| 4   | Ферари             | 17    |
| 5   | Бенетон-Форд       | 15    |
| 6   | Тирел-Форд         | 8     |
| 7   | Ероуз-Мегатрон     | 7     |
| 8   | Брабам-БМВ         | 6     |